# Лошнівська бучина
Ло́шнівська бучи́на — ботанічна пам'ятка природи місцевого значення в Україні. Пам'ятка природи розташована на території Тернопільського району Тернопільської області, на захід від села Лошнів, у межах лісового урочища «Дача Теребовлянська». 
Площа — 4,2 га. Статус отриманий 2003 року. Перебуває у віданні ДП «Тернопільське лісове господарство» (Теребовлянське лісництво, кв. 25, вид. 18). 
Статус присвоєно для збереження частини лісового масиву з цінними насадженнями бука.